# Derek Luke
Derek Luke, född 24 april 1974 i Jersey City, är en amerikansk skådespelare. Han vann Independent Spirit Awards för sin filmdebut i filmen Antwone Fisher från år 2002, regisserad och producerad av Denzel Washington. Luke spelade Gabe Jones i Captain America: The First Avenger. Han spelar för närvarande huvudrollen Kevin Porter i Netflix-serien Tretton skäl varför (13 Reasons Why).

## Bakgrund och familj
Luke föddes i Jersey City i New Jersey och är son till Marjorie Dixon, pianist, och Maurice Luke, en före detta skådespelare. Hans far är från Georgetown, Guyana. Han gick på Henry Snyder High School och tog senare examen på Linden High School.

## Karriär
År 2008 spelade Luke en av de fyra manliga huvudrollerna i Spike Lees krigsfilm Miracle på St. Anna och ersatte Wesley Snipes, som var tvungen att lämna filmen på grund av stora skatteproblem.
Luke spelade tillsammans med den amerikanska skådespelaren Laurence Fishburne som barn i filmen Biker Boyz från år 2003. Han spelade Sean 'Puffy' Combs i filmen Notorious (2009). Luke spelade Gabe Jones, en medlem av Howling Commandos, i filmen Captain America: The First Avenger (2011).
Från februari till april 2013 spelade Luke karaktären av "Gregory" i FX-serien The Americans. År 2015 spelade han rollen som Malcolm Devoe, chef för säkerhet för Empire Entertainment, i TV-serien Empire.
Sedan 2018 har han spelat rollen som Kevin Porter, studievägledare på Liberty High, i Netflix dramaserie Tretton skäl varför (13 Reasons Why).

## Filmografi

### Filmer
| År   | Titel                                     | Roll                         | Anmärkningar |
| ---- | ----------------------------------------- | ---------------------------- | --- |
| 2002 | Antwone Fisher                            | Antwone "Fish" Fisher        | BET Award for Best Actor Black Reel Award for Best Actor Black Reel Award for Best Breakthrough Performance Independent Spirit Award for Best Male Lead National Board of Review Award for Best Male Breakthrough Performance Satellite Award for Outstanding New Talent Nominerad—Chicago Film Critics Association Award for Most Promising Newcomer Nominerad—MTV Movie Award for Best Male Breakthrough Performance Nominerad—Teen Choice Award for Choice Movie Breakout Star – Male |
| 2003 | Pieces of April                           | Bobby                        | |
| 2003 | Biker Boyz                                | Barn                         | |
| 2004 | Spartan                                   | Curtis                       | |
| 2004 | Friday Night Lights                       | Boobie Miles                 | |
| 2006 | Glory Road                                | Bobby Joe Hill               | Hollywood Film Festival Award for Best Breakthrough Actor |
| 2006 | Catch a Fire                              | Patrick Chamusso             | Nominerad—Black Reel Award for Best Actor Nominerad—Satellite Award for Best Actor – Motion Picture Drama |
| 2007 | Lejon och lamm                            | Arian Finch                  | |
| 2008 | Definitely, Maybe                         | Russell T. McCormack         | |
| 2008 | Miracle at St. Anna                       | 2nd Staff Sgt. Aubrey Stamps | Nominerad—Black Reel Award for Best Actor Nominerad—Image Award for Outstanding Actor in a Motion Picture |
| 2009 | Notorious                                 | Sean "Puffy" Combs           | |
| 2009 | Madea Goes to Jail                        | Joshua Hardaway              | Nominerad—Black Reel Award for Best Supporting Actor |
| 2011 | Captain America: The First Avenger        | Gabe Jones                   | |
| 2012 | Seeking a Friend for the End of the World | Alan Speck                   | |
| 2012 | Sparkle                                   | Stix                         | |
| 2013 | Baggage Claim                             | William Wright               | |
| 2014 | Alex of Venice                            | Frank                        | |
| 2015 | Self/less                                 | Anton                        | |
| 2020 | Extraction                                |                              | |

### TV
| År        | Titel                          | Roll              | Anmärkningar                 |
| --------- | ------------------------------ | ----------------- | ---------------------------- |
| 1999–2000 | The King of Queens             | Leveransman       | 2 avsnitt                    |
| 2001      | Moesha                         | Ruckus            | Avsnitt: "Mayhem at the Jam" |
| 2009–2010 | Trauma                         | Cameron Boone     | 20 avsnitt                   |
| 2011      | Hawthorne                      | Dr. Miles Bourdet | 8 avsnitt                    |
| 2011      | CSI: Crime Scene Investigation | Sjukvårdare       | Avsnitt: "CSI Down"          |
| 2013–2018 | The Americans                  | Gregory Thomas    | 4 avsnitt                    |
| 2015      | Empire                         | Malcolm DeVeaux   | 3 avsnitt                    |
| 2015–2017 | Rogue                          | Marlon Dinard     | 20 avsnitt                   |
| 2016      | Rötter                         | Silla Ba Dibba    | 2 avsnitt                    |
| 2017–2019 | 13 Reasons Why                 | Mr. Kevin Porter  | Huvudroll, 27 avsnitt        |
| 2019      | God Friended Me                | Henry Chase       | Episode; "Que Sera Sera"     |
| 2019      | The Purge                      | Marcus Moore      | Huvudroll, 10 avsnitt        |